# Encanto (banda sonora)
Encanto (Original Motion Picture Soundtrack) es el álbum de la banda sonora de la película del mismo nombre de Disney de 2021. Lanzado por Walt Disney Records el 19 de noviembre de 2021, contiene ocho canciones originales escritas por Lin-Manuel Miranda que fueron interpretadas por el elenco de la película y 27 partituras compuestas por Germaine Franco.
Partiendo de las escenas musicales colombianas, la banda sonora tiene sus raíces en géneros como la salsa, el vallenato, la cumbia y el rock en español, e incorpora tango y reguetón junto con elementos de pop, hip hop, folclore y teatro musical. Hace uso de instrumentos musicales tradicionales de Colombia, donde se desarrolla la película. Los críticos de música elogiaron la maestría musical de Miranda y felicitaron la banda sonora por sus complejas polifonías y vibrantes ritmos de música latina.
El álbum de la banda sonora fue un éxito comercial y ganó popularidad después de que Encanto estuvo disponible en Disney+ luego de su corta presentación en cines. Encabezó la lista Billboard 200 de Estados Unidos, convirtiéndose en la sexta banda sonora de una película animada en la historia en lograr la hazaña, y también alcanzó el número uno en el Reino Unido y los diez primeros en Australia, Austria, Canadá, Dinamarca, los Países Bajos, Nueva Zelanda y Noruega. Seis de sus canciones ingresaron al Billboard Hot 100, de las cuales «We Don't Talk About Bruno» y «Surface Pressure» alcanzaron los números dos y diez, respectivamente. «We Don't Talk About Bruno» es la canción de Disney más alta del siglo XXI en el Hot 100.

## Desarrollo y lanzamiento

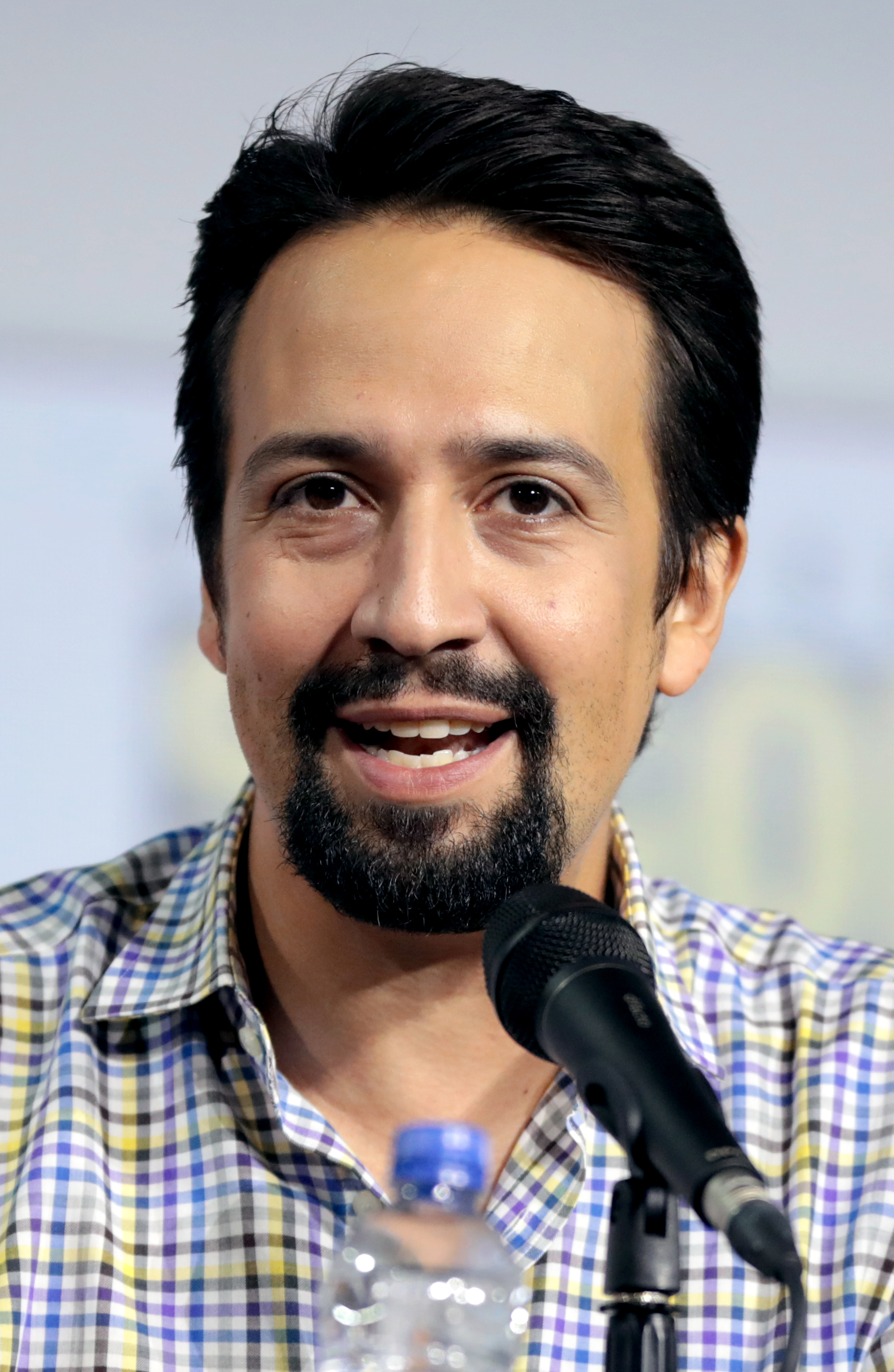
El actor, dramaturgo y músico estadounidense Lin-Manuel Miranda escribió las canciones originales de Encanto

En junio de 2020, el cantautor estadounidense Lin-Manuel Miranda, quien había trabajado anteriormente en Moana (2016), reveló que había comenzado a escribir la música de la película musical animada por computadora estadounidense Encanto, que tendría ocho canciones originales tanto en español como en español. e inglés, y se lanzará en 2021. Después del estreno de la película, Miranda reveló que había estado escribiendo canciones para la película desde el principio (es decir, desde 2016). El 8 de septiembre de 2021, Germaine Franco, cocompositora de las canciones de Coco (2017), comenzó a ponerle música a la película. El compositor John Powell fue nombrado en los créditos de la película como consultor de partituras para la música; esta fue la primera vez que regresó a trabajar en una película de animación de Disney desde Bolt (2008).
Encanto: Original Motion Picture Soundtrack se lanzó a los servicios de transmisión el 19 de noviembre de 2021. Los CD estaban disponibles exclusivamente a través de Target, mientras que los discos de imágenes los vendía Walmart. La banda sonora se lanzó en un total de 46 idiomas.

## Música y letras
Celebrando los diversos estilos musicales de Colombia, la banda sonora de Encanto es un álbum de pop latino que combina salsa, tango, vallenato, reguetón, cumbia, hip hop, folk y funk con música de teatro. Incorpora los instrumentos musicales tradicionales de Colombia, como la marimba, el acordeón, el tiple, la tambora, la guacharaca, la caja y las maracas. La letra está en inglés y español, y trata sobre los personajes centrales de la película: una familia llamada los Madrigal, que ejercen poderes mágicos que les otorga «el milagro», excepto la protagonista Mirabel Madrigal, que no posee ningún don.

### Canciones

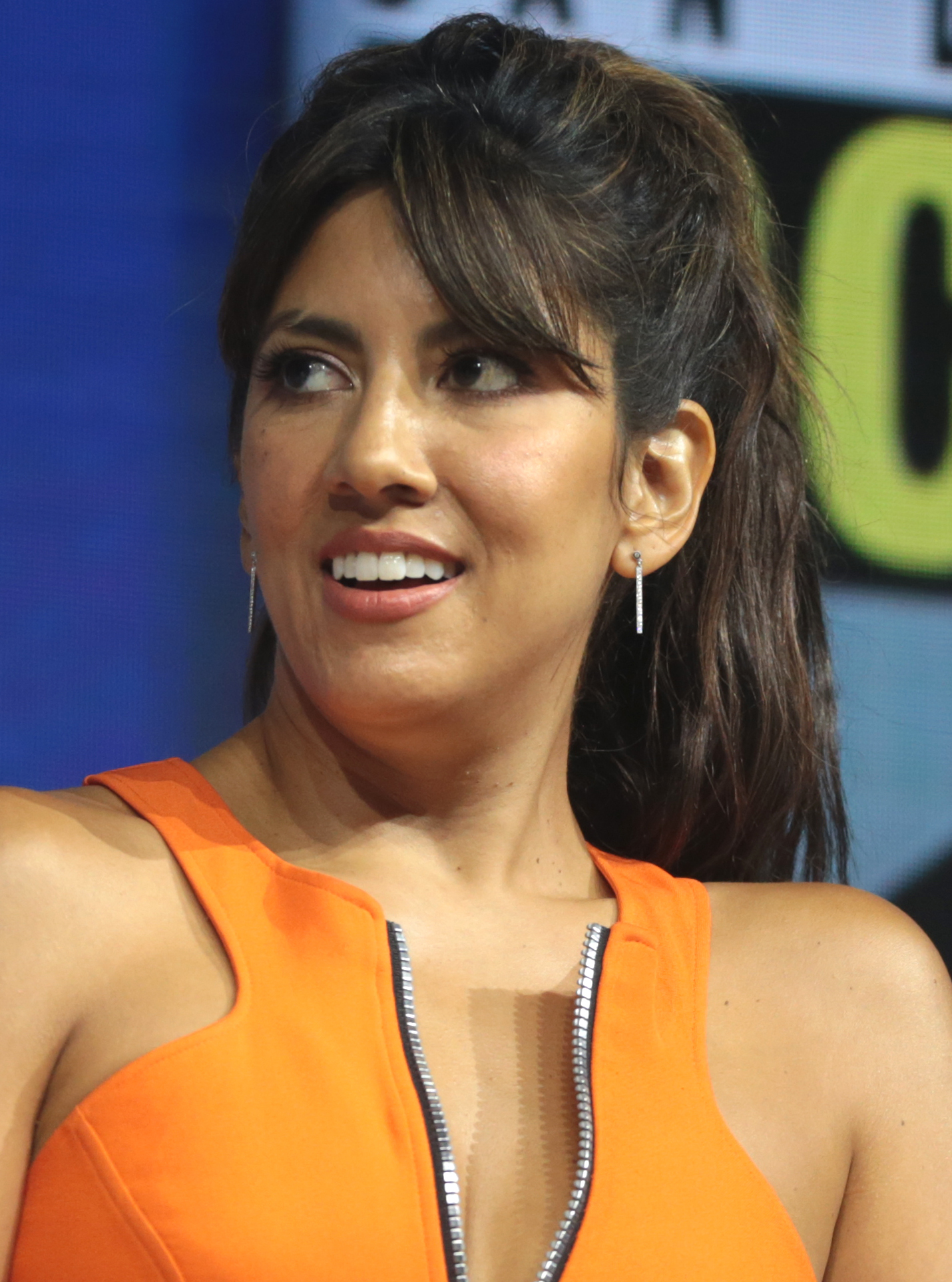
La actriz argentinoestadounidense Stephanie Beatriz, la voz de la protagonista Mirabel Madrigal, contribuye con la voz de cinco canciones.

La canción de apertura «The Family Madrigal» se inspiró en «Belle», la apertura de La bella y la bestia (1991). La canta principalmente la actriz argentinoestadounidense Stephanie Beatriz y presenta a los madrigales y sus dones mágicos únicos. También interpretada por Beatriz, «Waiting on a Miracle» fue escrita como la canción «I Want» de Mirabel. Durante un viaje de investigación a Colombia en 2018, los cineastas notaron que los músicos locales en Barichara estaban tocando música colombiana con guitarras y tiples en un compás de 3
4 valses. Miranda escribió la canción en ese compás para simbolizar cómo Mirabel se encuentra en un «universo rítmico diferente al del resto de su familia». «Surface Pressure» es una canción de reguetón y hip hop con una línea de sintetizador, interpretada por Jessica Darrow. Ve a Luisa Madrigal expresar sus inseguridades y el estrés que siente por parte de su familia. «We Don't Talk About Bruno» es un número coral que fusiona varios géneros, como la guajira, el folklore cubano, el hip hop y estilos bailables. Ve a los personajes centrales de la película enumerar sus perspectivas de Bruno Madrigal, quien se alejó de su familia después de compartir visiones inquietantes.
«What Else Can I Do?» es una balada de rock «Shakir-esco», según el periodista Robert Moran del Sydney Morning Herald. Cantada principalmente por la actriz estadounidense Diane Guerrero, la canción ve a Isabella Madrigal liberarse de la «necesidad de ser perfecta». «Dos Oruguitas» es una balada acústica impulsada por un violín. Miranda dijo que fue la canción más difícil de escribir y que se convirtió en su primera canción escrita completamente en español. Para que sonara como una auténtica canción folclórica colombiana, Miranda insistió en escribir la canción primero en español, en lugar de escribirla primero en inglés y luego traducirla al español. Fue grabado por el cantautor colombiano Sebastián Yatra. Miranda buscó a compositores como Joan Manuel Serrat y Antônio Carlos Jobim en busca de inspiración para la canción. «Dos Oruguitas» suena cuando Alma Madrigal pierde a su esposo. Se considera la pieza central emocional del álbum. «All of You» es el número musical final, cantado por todo el elenco. Es la culminación de melodías y secciones musicales de todas sus canciones anteriores. «Colombia, Mi Encanto» es un tema no diegético cantado por Carlos Vives. Es una melodía pop optimista y amigable con la radio que pretende ser un tributo a Colombia. Se reproduce dos veces en la película: cuando Antonio Madrigal recibe su regalo y nuevamente desde las escenas finales de la película hasta los créditos finales.

## Recepción de la crítica
La banda sonora fue un éxito de crítica y, a menudo, fue aclamada en las reseñas de la película. Mark Kennedy de Associated Press, Edward Porter de The Sunday Times, John Lui de The Straits Times, Mini Chibber de The Hindu, Declan Burke de Irish Examiner, Whelan Barzey de Time Out, Katie Walsh de Los Angeles Times, Richard Roeper de Chicago Sun Times, Mark Feeney de The Boston Globe, Caroline Siede de The AV Club, Robbie Collin de The Daily Telegraph, y Chris Hewitt de Star Tribune han identificado la música como uno de los mejores aspectos de la película.

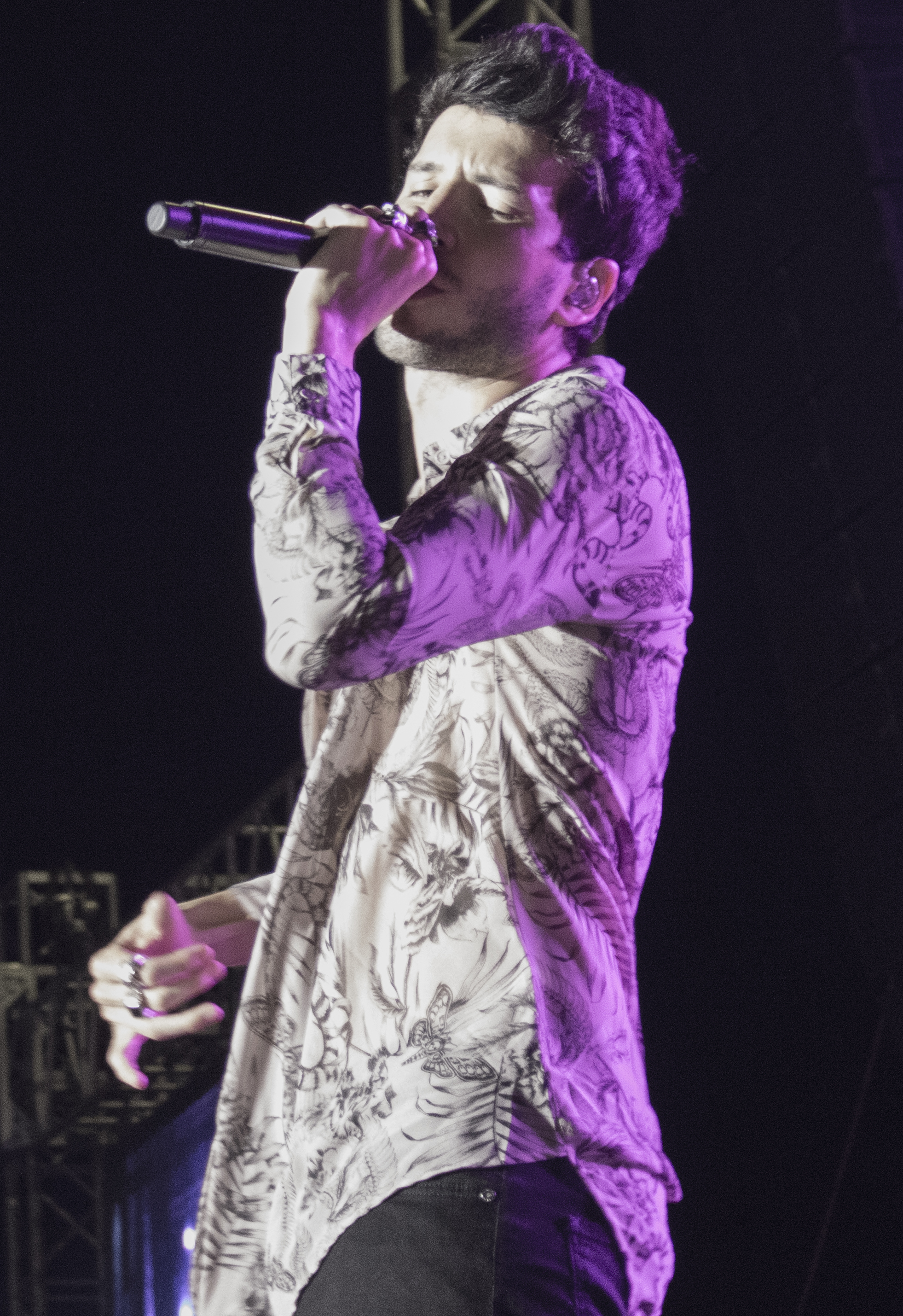
El cantautor colombiano Sebastián Yatra interpretó «Dos Oruguitas», que ha sido nombrada por la crítica como la mejor canción del disco.

El escritor de Variety, Davis Clayton calificó la banda sonora como «una sensación por excelencia» en «todas las medidas». Jeremy Crabb de Screen Rant escribió que la «banda sonora de Encanto establece claramente el estado de ánimo para el corazón de esta película, historia animada», reforzado por sus baladas y tranquila en negrilla, canciones reflexivas, y eligió a «We Don't Talk About Bruno» como la mejor canción. Los críticos de Billboard calificaron a «We Don't Talk About Bruno» como la canción más memorable, pero eligieron «Dos Oruguitas» como la mejor pista por ser una balada sincera con «resonancia emocional y hermoso sentimentalismo». Drew Taylor de TheWrap también se clasificó a «Dos Oruguitas» como la mejor canción, y «We Don't Talk About Bruno» como el segundo lugar. Francesca Steele de i dijo que Encanto cuenta con una banda sonora «vertiginosa», «profundamente entretejida en la caracterización». Steele apreció a Disney por adoptar una dirección musical diferente y piezas de conjunto complejas y la denominó su mejor música desde Frozen (2013). La crítica de The Independent, Clarisse Loughrey opinó que muchas de las pistas son características del trabajo de Miranda en sus musicales In the Heights o Hamilton, donde «las melodías se entrelazarán unas con otras para alcanzar un clímax final vertiginoso». Luke Goodsell de ABC dijo que las canciones son los «sonidos aparentemente ineludibles y los números musicales vibrantes» de Miranda, que muestran la diversidad de la música latina. Stephen Thompson de NPR sintió que las canciones eran mediocres.

## Desempeño comercial
Debutando en el número 197, el álbum de la banda sonora subió al número 110 y finalmente al número siete en el Billboard 200 de Estados Unidos. En su sexta semana, Encanto alcanzó el número uno en la lista Billboard 200 con fecha del 15 de enero de 2022, destronando a los 30 de Adele (2021) al obtener 72.000 unidades equivalentes a álbumes que consisten en 88 millones de reproducciones y 11.000 ventas. Se convirtió en la primera banda sonora de Disney desde Frozen II (2019) en encabezar la lista. Fue la sexta vez que la banda sonora de una película animada encabezó la lista en su historia, después de The Lion King (1994), Pocahontas (1995), Curious George (2006), Frozen (2013) y Frozen II, todos los cuales son producciones de Walt Disney, excepto Jorge el Curioso. Billboard informó que la banda sonora es sólo el tercer álbum de la historia en debutar en una de las últimas tres puntos (197-200) del Billboard 200 y, finalmente, llegar al número uno, los otros son Led Zeppelin II (1969) de Led Zeppelin y Headquarters (1967) de the Monkees. El álbum encabezó aún más las listas de álbumes independientes y álbumes de bandas sonoras durante varias semanas.
«We Don't Talk About Bruno» fue la canción más popular de la banda sonora, alcanzando el número uno en la lista Spotify Top 50 US el 10 de enero de 2022, por delante de las pistas de Dawn FM (2021) de the Weeknd, que fue lanzado esa semana. USA Today llamó a la canción «el primer gran éxito de 2022» y un «fenómeno al estilo Frozen». Según el crítico de Slate Chris Molanphy, «la naturaleza orgánica de la audiencia que aterriza en "We Don't Talk About Bruno" realmente es el mercado que elige el sencillo y eso es bastante inusual, especialmente para una película animada». Seis canciones del álbum aparecieron en el Billboard Hot 100, dirigido por «We Don't Talk About Bruno», que apareció por primera vez en el número 50 y se puso en número de cuatro, superando a Let It Go (2013) de Frozen como la canción de Disney con las posiciones más altas en las listas desde 1995; otras pistas entraron finalmente en la lista, con «Surface Pressure» alcanzando el número 14, «The Family Madrigal» en el número 62, «What Else Can I Do?» en el número 67, «Waiting on a Miracle» en el número 82 y «Dos Oruguitas» en el número 83. Miranda encabezó la lista Hot 100 Songwriters por primera vez en su carrera.

## Premios y nominaciones
La banda sonora; sus temas «Dos Oruguitas» y «Colombia, Mi Encanto»; Miranda; y Franco han sido nominados a varios premios.

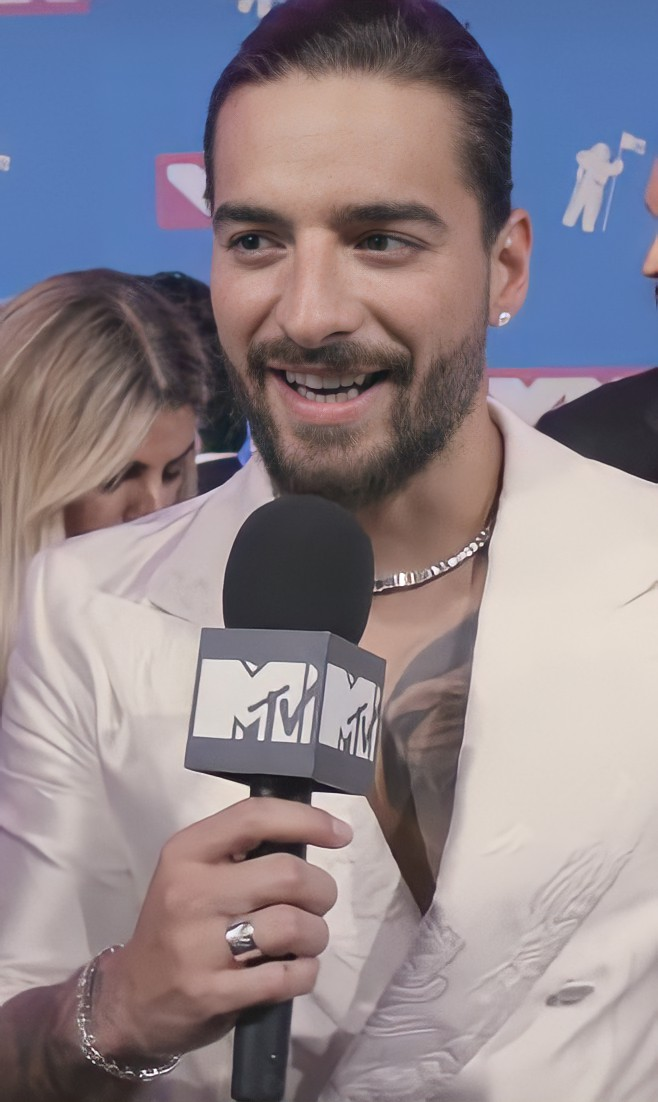
El cantante colombiano Maluma aparece en el tema «All of You» como la voz de Mariano Guzmán.

La banda sonora de Encanto ha gozado de gran popularidad en Internet. A partir del 14 de enero de 2022, los sonidos extraídos de la banda sonora acumularon colectivamente más de 7 mil millones de visitas en TikTok. El editor de Billboard, Jason Lipshutz comparó «We Don't Talk About Bruno» con el «ascenso meteórico» del exitoso sencillo Olivia Rodrigo «Drivers License» en enero de 2022. Dijo que «We Don't Talk About Bruno» está impulsado por las altas transmisiones de Spotify y los videos de moda de TikTok como «Drivers License» y explicó que el público «busca el próximo gran éxito después del exceso habitual de música navideña y los lanzamientos de otoño de los principales artistas». De acuerdo, Mikael Wood, el crítico de música pop de Los Angeles Times, hizo la misma comparación y afirmó que Encanto convertirse en «el primer fenómeno cultural generalizado de 2022» ha convertido a Miranda en una estrella del pop y una «figura cada vez más poderosa del mundo del espectáculo». Wood también comentó la voluntad de Miranda por la «representación cultural», destacando varias tendencias en las redes sociales en torno a Encanto que tenían «personas publicando videos de sus hijos reconociéndose quizás por primera vez en los personajes de la película».
Patrick Ryan de USA Today citó los informes de la RIAA (Recording Industry Association of America) sobre los ingresos de la música latina, que crecieron por quinto año consecutivo en Estados Unidos en 2020, y destacó la presencia de los «creadores de éxitos colombianos» Maluma y Sebastián Yatra en la banda sonora, resumiendo «no es de extrañar que Encanto haya disfrutado de un atractivo crossover». BJ Colangelo de /Film llama a la banda sonora «Lo más grande en el mundo» (el 10 de enero de 2022), mientras que CinemaBlend escritora Rachel Romean declaró el disco «ha demostrado que puede sostenerse sobre sus propios pies, incluso fuera de la película».
Johanna Ferreira de PopSugar escribió que el éxito tanto de la película como de la banda sonora habla «no solo de la importancia y el significado de este tipo de representación en las películas animadas, sino también de cómo películas como esta realmente están cambiando la forma en que se cuentan las historias latinas». Dijo que Encanto celebra la importancia de la familia y el respeto por la cultura latinoamericana, presentando «historias animadas sobre Latinxs escritas por Latinxs, con personajes expresados por Latinxs, y una historia que en realidad celebra las comunidades Latinxs en lugar del estereotipo [Latinx]».

## Lista de canciones
Todas las canciones están escritas por Lin-Manuel Miranda. Todas las partituras compuestas por Germaine Franco.
| Banda Sonora Original de Encanto - Inglés |                                                        |                                                                                                 |          |  |
| N.º                                       | Título                                                 | Intérprete(s)                                                                                   | Duración |  |
| 1.                                        | «The Family Madrigal»                                  | Stephanie Beatriz, Olga Merediz & Cast                                                          | 4:17     |  |
| 2.                                        | «Waiting on a Miracle»                                 | Stephanie Beatriz                                                                               | 2:41     |  |
| 3.                                        | «Surface Pressure»                                     | Jessica Darrow                                                                                  | 3:22     |  |
| 4.                                        | «We Don't Talk About Bruno»                            | Carolina Gaitán, Mauro Castillo, Adassa, Rhenzy Feliz, Diane Guerrero, Stephanie Beatriz & Cast | 3:36     |  |
| 5.                                        | «What Else Can I Do?»                                  | Diane Guerrero & Stephanie Beatriz                                                              | 2:59     |  |
| 6.                                        | «Dos Oruguitas»                                        | Sebastián Yatra                                                                                 | 3:34     |  |
| 7.                                        | «All Of You»                                           | Stephanie Beatriz, Olga Merediz, John Leguizamo, Adassa, Maluma & Cast                          | 4:38     |  |
| 8.                                        | «¡Hola Casita!»                                        |                                                                                                 | 0:46     |  |
| 9.                                        | «Colombia, Mi Encanto»                                 | Carlos Vives                                                                                    | 2:55     |  |
| 10.                                       | «Two Oruguitas - Versión en inglés de "Dos Oruguitas"» | Sebastián Yatra                                                                                 | 3:34     |  |
| 11.                                       | «Abre Los Ojos»                                        |                                                                                                 | 3:16     |  |
| 12.                                       | «Meet La Familia»                                      |                                                                                                 | 2:08     |  |
| 13.                                       | «I Need You»                                           |                                                                                                 | 2:27     |  |
| 14.                                       | «Antonio's Voice»                                      |                                                                                                 | 2:14     |  |
| 15.                                       | «El Baile Madrigal»                                    |                                                                                                 | 2:50     |  |
| 16.                                       | «The Cracks Emerge»                                    |                                                                                                 | 1:22     |  |
| 17.                                       | «Tenacious Mirabel»                                    |                                                                                                 | 1:35     |  |
| 18.                                       | «Breakfast Questions»                                  |                                                                                                 | 1:25     |  |
| 19.                                       | «Bruno's Tower»                                        |                                                                                                 | 0:52     |  |
| 20.                                       | «Mirabel's Discovery»                                  |                                                                                                 | 2:56     |  |
| 21.                                       | «The Dysfunctional Tango»                              |                                                                                                 | 2:42     |  |
| 22.                                       | «Chasing The Past»                                     |                                                                                                 | 2:26     |  |
| 23.                                       | «Family Allies»                                        |                                                                                                 | 1:15     |  |
| 24.                                       | «The Ultimate Vision»                                  |                                                                                                 | 2:10     |  |
| 25.                                       | «Isabela La Perfecta»                                  |                                                                                                 | 1:20     |  |
| 26.                                       | «Las Hermanas Pelean»                                  |                                                                                                 | 1:17     |  |
| 27.                                       | «The House Knows»                                      |                                                                                                 | 1:28     |  |
| 28.                                       | «La Candela»                                           |                                                                                                 | 3:20     |  |
| 29.                                       | «El Río»                                               |                                                                                                 | 1:27     |  |
| 30.                                       | «It Was Me»                                            |                                                                                                 | 1:20     |  |
| 31.                                       | «El Camino De Mirabel»                                 |                                                                                                 | 2:09     |  |
| 32.                                       | «Mirabel's Cumbia»                                     |                                                                                                 | 2:48     |  |
| 33.                                       | «The Rat's Lair»                                       |                                                                                                 | 1:21     |  |
| 34.                                       | «Tío Bruno»                                            |                                                                                                 | 2:23     |  |
| 35.                                       | «Impresiones Del Encanto»                              |                                                                                                 | 2:29     |  |
| 36.                                       | «La Cumbia De Mirabel (con Christian Camilo Peña)»     |                                                                                                 | 2:46     |  |
| 37.                                       | «The Family Madrigal (Instrumental)»                   |                                                                                                 | 4:17     |  |
| 38.                                       | «Waiting On A Miracle (instrumental)»                  |                                                                                                 | 2:41     |  |
| 39.                                       | «Surface Pressure (instrumental)»                      |                                                                                                 | 3:22     |  |
| 40.                                       | «We Don't Talk About Bruno (instrumental)»             |                                                                                                 | 3:35     |  |
| 41.                                       | «What Else Can I Do? (instrumental)»                   |                                                                                                 | 2:59     |  |
| 42.                                       | «Dos Oruguitas (instrumental)»                         |                                                                                                 | 3:34     |  |
| 43.                                       | «All Of You (instrumental)»                            |                                                                                                 | 4:53     |  |
| 44.                                       | «Colombia, Mi Encanto (instrumental)»                  |                                                                                                 | 2:54     |  |
| 1:54:41                                   |                                                        |                                                                                                 |          |  |

## Posicionamiento en listas
| Listas (2021–2022)                   | Mejor posición |
| ------------------------------------ | -------------- |
| Alemania (Offizielle Top 100)        | 14             |
| Australia (ARIA)                     | 4              |
| Austria (Ö3 Austria)                 | 7              |
| Bélgica (Ultratop flamenca)          | 12             |
| Bélgica (Ultratop valona)            | 13             |
| Canadá (Billboard Canadian Albums)   | 2              |
| Dinamarca (Hitlisten)                | 9              |
| España (PROMUSICAE)                  | 14             |
| Estados Unidos (Billboard 200)       | 1              |
| Estados Unidos (Soundtrack Albums)   | 1              |
| Finlandia (Suomen virallinen lista)  | 18             |
| Francia (SNEP)                       | 54             |
| Italia (FIMI)                        | 30             |
| Lituania (AGATA)                     | 65             |
| Noruega (VG-lista)                   | 5              |
| Nueva Zelanda (RMNZ)                 | 4              |
| Países Bajos (Album Top 100)         | 5              |
| Reino Unido Compilation Albums (OCC) | 1              |
| Suiza (Schweizer Hitparade)          | 11             |